# Raoul and the Kings of Spain
Raoul and the Kings of Spain är ett musikalbum av Tears for Fears släppt 1995. Skivan är bandets andra med endast Roland Orzabal som frontfigur. Skivan sålde sämre än föregående album men den efterföljande turnén blev uppskattad.

## Låtlista
1. "Raoul and the Kings of Spain" – 5:15
2. "Falling Down" – 4:55
3. "Secrets" – 4:41
4. "God's Mistake" – 3:47
5. "Sketches of Pain" – 4:20
6. "Los Reyes Católicos" – 1:44
7. "Sorry" – 4:48
8. "Humdrum and Humble" – 4:10
9. "I Choose You" – 3:25
10. "Don't Drink the Water" – 4:50
11. "Me and My Big Ideas" – 4:32
12. "Los Reyes Católicos" (Reprise) – 3:43

## Musiker
- Roland Orzabal: Sång, Gitarr, Keyboards
- Jebin Bruni: Hammond Orgel
- Gail Ann Dorsey: Bas
- Alan Griffiths: Gitarr, Keyboards
- Brian Macleod: Trummor, Percussion
- Jeffrey Trott: Gitarr
- Oleta Adams: Sång på (11)
- Mark O'Donoughue: Kör